# Gandalf
 Ovo je glavno značenje pojma Gandalf. Za druga značenja pogledajte Gandalf (razdvojba).
Gandalf je lik iz fantastičnih romana J. R. R. Tolkiena te njihove imaginarne mitologije. Pojavljuje se u knjigama Hobit, Gospodar prstenova i Nedovršene pripovijesti.

## Porijeklo
Gandalf je bio jedan od starijih čarobnjaka koji su bili poslani u Međuzemlje kako bi pružali otpor Sauronu. Tijekom svojih dvije tisuće godina boravka u Međuzemlju, Gandalf je počeo razumijevati način življenja tih stanovnika, pogotovo Hobita. Gandalf je konstantno radio na planovima koji će kontrirati samome Sauronu i on sam je pokrenuo lanac događaja koji su na kraju rezultirali padom Gospodara Tame. 
Gandalf je bio jedan od Maiara, utjelovljenja koji su bili na usluzi Valarima. Kada je živio u Besmrtnoj zemlji bio je poznat pod imenom Olórin i ubrajao se među najmudrije Maiare. Nekad je znao šetati među Vilenjacima, neprimjetno ili kao jedan od njih, te su međusobno dijelili stečene mudrosti. Većinu svog vremena Olorin je proveo u Lorienu - vrtovima po kojima je šuma Lothlorien u Međuzemlju dobila ime. Olórin je također često posjećivao Niennu u njezinome domu na dalekom zapadu. Bilo je rečeno da se Olórin od nje naučio sažaljevanju i strpljenju. Međutim, ime Olórin najviše se povezivalo s Valarima Manweom i Vardom - oni su bili ti koji su poslali Olórina u Međuzemlje oko 1000. godine Trećeg doba. 
Maiari koji su bili poslani od Valara u Međuzemlje dobili su formu starijih ljudi i bili su poznati kao Istari, odnosno Čarobnjaci. Njihova zadaća je bila da pomognu stanovnicima Međuzemlja u bitci protiv Saurona, ali bez da traže moć i dominaciju za sebe. Olórin je bio posljednji od pet čarobnjaka koji su stigli u Sive luke na sjeverozapadu Međuzemlja. Tamo mu je Círdan predao Naryu, jedan od Tri Prstena Vilenjaka, uz objašnjenje da ga čekaju teška iskušenja te da će mu Prsten pomoći u nastojanjima. Narya je, naime, imao moć zapaliti vatru u srcima ljudi u teškim vremenima.

## Povijest

### Sauron se vratio
Među ljudima Olórin je bio poznat kao Gandalf Sivi, a Vilenjaci su ga nazivali još i Mithrandir. Putovao je po cijelom Međuzemlju, bez određenog doma. Izgled su mu definirali duga bijela brada i čupave obrve, a nosio je plavi šešir, srebrnu maramu i sivi ogrtač. 
Oko 1100. godine Trećeg doba, Čarobnjaci i vrhovnici Vilenjaka otkrili su da je neka zla nadmoć izgradila utvrdu na Dol Gulduru u Mrkodolu i smatrali su da bi mogao biti jedan od nazgula. Međutim, Sjena koja je padala na šumu je rasla, i oko 2060. godine smatrali su da bi to mogao biti sam Sauron, koji je pao krajem Drugog doba, odnosno da je ovo bio njegov povratak. Gandalf je otišao do Dol Guldura u 2063. godini da istraži što se događa, ali Sauron bježi i skriva se na Istoku. 
Razdoblje Budnog mira trajalo je do 2460. godine Trećeg doba kada se Sauron vratio s većom snagom u Dol Guldur. Tri godine kasnije osniva se Bijelo Vijeće sastavljeno od vodećih čarobnjaka i Vilenjaka tog doba. Vođa Bijelog Vijeća je bio Saruman koji je bio na čelu svih čarobnjaka. Galadriel je predložila da Gandalf bude vođa vijeća, ali Gandalf je to odbio jer se nije htio nadmetati ni za što drugo osim njegove glavne zadaće u Međuzemlju. 
Gandalf se potom, maskiran, vratio u Dol Guldur 2850. godine, i pronašao Thraina, oca Thorina Hrastoštita, u tamnici. Thrain je prije svoje smrti predao Gandalfu kartu Usamljene planine i ključ Erebora. Kasnije Gandalf saznaje da je zlo u Dol Gulduru uistinu Sauron, i pokušava požuriti Bijelo Vijeće da nešto poduzmu, ali Saruman se tome usprotivi. 
Bez obzira na odluku vođe Vijeća, Gandalf je bio zabrinut Sauronovom prisutnošću. Strahovao je da bi zmaj Smaug, koji je uzeo Usamljenu planinu od patuljaka, mogao biti iskorišten kao Sauronovo oruđe da unese nemir i razaranje na sjeveru, te omogućiti Sauronu da napadne sam Rivendell i Lothlorien.

### Putovanje na Pustogoru
Igrom slučaja jednog dana u ožujku 2941. godine, Gandalf se susreće s Thrainovim sinom Thorinom Hrastoštitom u mjestu Bree. Thorin je htio preoteti natrag Usamljenu Planinu od Smauga, i Gandalf je ugledao mogućnost da oslobode sjever od zmajeve opasnosti, te su zajedno razvili plan. Thorin je okupio grupu od dvanaest patuljaka dok je Gandalf odabrao jednog Hobita kao četrnaestog člana grupe. Ovo je bila jedna od ključnih odluka koje su vodile do pada Saurona. 
Gandalf je bio specifičan među svim Vodećima zbog svojeg interesa prema hobitima. Nije poznato kad je prvi puta stigao u Shire, ali pojavljivao se tamo s vremena na vrijeme i najviše je bio poznat hobitima zbog svojeg vatrometa. Isto tako smatra se odgovornim što je dao inspiraciju tamošnjim mladima da se upute na svoje vlastite avanture. Gandalf je stigao u pomoć hobitima tokom zime 2911. godine i biva iznenađen njihovom hrabrošću. Isto tako, primijetio je da se hobiti znaju pritajiti i takoreći proći nezamijećeni ako je to potrebno, osobina koja bi bila vrlo korisna za šuljanje u zmajevu špilju. 
Hobit kojeg je Gandalf odabrao za ovu avanturu bio je Bilbo Baggins. Gandalf je poznavao i divio se Bilbovoj majci Belladonni Took, i uvijek je smatrao Bilba mladim znatiželjnim hobitom. Međutim, kada je čarobnjak stigao u Vrećasti vijenac jednog jutra u kasnom travnju 2941. godine, suočio se s činjenicom da Bilbo više nema interesa za nove avanture kako je prije pokazivao. Ipak Gandalfovoj mudrosti nikad kraja i kako bi izveo svoj plan, čarobnjak označiva Bilbova ulazna vrata znakom kradljivca koji traži posao - tako je u biti rekao patuljcima. Trinaest patuljaka stiglo je sljedeće jutro na vrijeme za čaj u Bilbovo zdanje. Thorin nije bio zadovoljan Gandalfovim izborom i to mu je rekao kasnije u noći. Međutim Gandalfov snažni osjećaj da Bilbo mora krenuti na ovo putovanje nije ga napustio i stajao je čvrsto uz svoju odluku i na kraju je Thorin popustio. Sljedeće jutro, 27. travnja, Gandalf šalje Bilba da se uputi na putovanje prema Usamljenoj Planini. 
Kada su Bilba i patuljke uhvatili trolovi Tom, Bert i William, Gandalf ih je prevario i naveo u prepirku kako da skuhaju svoj ulov. Prepirali se oni sve dok sunce nije izašlo i pretvorilo ih u kamen. U pećini trolova, Gandalf je pronašao mač Glamdring, koji je nekad davno pripadao kralju Gondolina. 
Gandalf je potom vodio grupu prema Rivendellu gdje je Elrond pokazao zapise na karti Usamljene planine. Nakon kraćeg odmora, grupa se uputila prema Maglenom gorju. Na putu, za vrijeme oluje, patuljke i Bilba hvataju orci. Gandalf je uspio izbjeći otmicu i kasnije im je stigao u pomoć. Nakon što su izašli na istočnom dijelu Maglenog gorja, shvatili su da Bilbo više nije s njima. Na njihovu sreću, Bilbo se pojavljuje uskoro, ali nije želio otkriti kako je uspio pobjeći - što je pobudilo Gandalfovu sumnju. Kada je Bilbo prvi put spomenuo Prsten koji je pronašao, objasnio je da će mu ga Golum dati ako pobijedi u igri zagonetki - što je i bilo učinjeno. Na kraju je Gandalf uspio izvući istinu iz Bilba, i smetalo ga je što mu je hobit lagao - što je naravno bilo u suprotnosti njihovoj prirodi. Tek godinama kasnije Gandalf shvaća koliko je ozbiljno bilo pitanje oko Bilbovog prstena. 
Kada su Thorin i grupa nastavili svoje putovanje bili su napadnuti od vargova. Gandalf je družinu prisilio da se popne na drveće, odakle su ih spaili orlovi. Gandalf je zatim vodio družinu do kuće Beornove na rubu Mrkodola, gdje ih je na kraju i napustio jer je imao hitan zadatak na jugu. U kasno ljeto 2941. godine, Bijelo Vijeće se ponovno sastaje te Gandalf opet urgira da se nešto poduzme protiv Saurona. Ovaj put Saruman je pristao i Bijelo Vijeće je napalo Dol Guldur - ali Sauron na vrijeme bježi. 
Gandalf se potom vraća na sjever i dolazi do Usamljene planine gdje saznaje da je Smaug mrtav, ali da su patuljci zaglavljeni u planini dok je vojska ljudi i Vilenjaka čekala vani. Jedne noći Bilbo je izašao iz planine s Arkenstoneom kojeg je predao čelnicima ljudi i Vilenjaka kao znak dobre volje da se izbjegne sukob. Gandalf je bio zadivljen hobitom i njegovim pokušajem diplomacije, ali napetost nije bila riješena sve do trenutka dok ih orci nisu napali. Na Gandalfov nagovor Patuljci, Ljudi i Vilenjaci su krenuli u bitku protiv njih.

### Tamna kula se ponovo diže
Nakon Bitke pet vojski, Gandalf je putovao s Bilbom natrag u Shire. Na svom putu zastali su u Rivendellu gdje su Gandalf i Elrond razgovarali o napadu na Sauronovu utvrdu u Mrkodolu. 
Nepoznato Gandalfu i Bijelom Vijeću, Sauron je bio pripremljen za napad i pobjegao je u Mordor gdje ga je dočekalo devet nazgula. 2951. Sauron se otkriva svima i započinje obnova kule Barad-dûr. Bijelo Vijeće se ponovno sastaje i raspravlja o Sauronovim pokušajima da pronađe Prsten koji je sadržavao veliki dio njegove moći. Saruman, koji je poznavao Prstene Moći, uvjerio je Vijeće da je Prsten pao prije dugo vremena u rijeku Anduin i da ga je ta rijeka odnijela daleko u more gdje Sauron nikad neće pronaći ono što traži. Gandalf je prihvatio mudrost vrhovnika, ali ostao je nemiran. Nastavio je svoje posjete Bilbu i primijetio je da hobit uopće nije ostario kako su godine prolazile. To povezano s činjenicom da je Bilbo lagao o svojem susretu s Gollumom zabrinulo je Gandalfa. Pribojavao se da taj prsten nije moćniji nego što on misli. 
U nadi da sazna kako je Gollum došao do prstena, Gandalf je postavio zamke za stvora. Gollum se pojavio s Maglenog gorja i njegov put je vodio kroz Mrkodol do Erebora i natrag. Vilenjaci su slijedili Golluma ali su mu izgubili trag nakon što je krenuo prema jugu. Gandalf je tada odustao od lova na Golluma i nije mogao si oprostiti što ga nije uhvatio prije nego što ga je zrobio Sauron.

### Rat za Prsten
U rujnu 3001. godine Trećeg doba, Gandalf se vraća u Shire na proslavi Bilbovog 111. rođendana. 22. rujan je također bio rođendan Bilbovog nasljednika Froda. Gandalf je došao kako bi predstavio svoj vatromet na toj zabavi i da otprati svog starog prijatelja Bilba koji je planirao napustiti Shire nakon zabave. Gandalf nije bio oduševljen činjenicom da je Bilbo iskoristio svoj čarobni prsten kako bi nestao ispred očiju posjetitelja ali još više ga je iznenadilo Bilbovo ponašanje nakon toga. Kada je došlo vrijeme da ostavi prsten za Froda, Bilbo je odbio to učiniti. Postao je odjednom ljut na Gandalfa i nazivao je Prsten "Dragocjenim" kako je nekad to činio i Gollum. Na kraju, Gandalf je uspio pomoći svom prijatelju da ostavi Prsten iza sebe i Bilbo se osjećao kao da je težak teret bio maknut s njegovih leđa. 
Gandalf je međutim postao izrazito zabrinut. Bojao se da Bilbov prsten nije Prsten koji pripada Sauronu i odlučio je da mora saznati više o njegovom podrijetlu. Gandalf je zatim pozvao Aragorna, graničara sa Sjevera i ujedno potomka Isildura. Prvi put su se sastali 2956. godine i poslije toga Gandalf i Aragorn su ostali prijatelji. Aragorn je predložio da nastave lov na Golluma i to je učinjeno narednih nekoliko godina, no bez velikog uspjeha. 
Gandalf zatim posjećuje Minas Tirith, tražeći informaciju o Sauronovom padu i o Isilduru samome koji je odrezao prsten sa Sauronove ruke. Denethor, namjesnik Gondora, nije baš previše dragovoljno ustupio pristup arhivama jer nije vjerovao čarobnjaku. Denethorov sin Faramir je bio drugačijeg mišljenja i htio je što više naučiti od Gandalfa. 3017. godine Gandalf se ponovno vraća u Minas Tirith sjećajući se Sarumanovih rijeći da je prsten imao određene znakove na sebi. Na kraju Gandalf pronalazi zapis napisan od samog Isildura koji opisuje što se vidi na prstenu kada Prsten dođe u dodir s vatrom. 
Gandalf isto tako saznaje da je Aragorn uspio uhvatiti Golluma i kreće na put prema Mrkodolu. Saznaje da je prsten bio pronađen nedaleko od polja gdje je Isildur poginuo. Isto tako saznaje da je Gollum nekad bio hobit po imenu Sméagol koji je ubio svog prijatelja Déagola kako bi zadržao prsten za sebe i nakon toga se sakrivao u Maglenom gorju petsto godina prije nego što ga je Bilbo susreo. 
U travnju 3018. godine, Gandalf se vraća u Shire i priča Frodu o njegovim sumnjama. Na kraju Gandalf vrši konačan test i baca Prsten u vatru koji na kraju otkriva zapise potvrđujući da je to uistinu Prsten Gospodara Tame. Frodo je ponudio prsten Gandalfu ali ovaj je to odbio iz straha da bi ga učinio premoćnim i strašnim. 
Gandalf je zatim rekao Frodu da će učiniti što najbolje može ali da odluka leži na njemu samome. Kada je Frodo dobrovoljno pristao da nosi Prsten van iz Shirea kako bi spasio svoj dom od Sauronovog bijesa, Gandalf je bio zadovoljan ali ujedno i iznenađen tom istom odlukom. 1. svibnja, Gandalf se sastaje s Aragornom i informira ga o njegovom planu. Krajem lipnja saznajući vijesti o nadolazećem ratu, Gandalf se sastaje s čarobnjakom Radagastom smeđim. 
Radagast je ispričao Gandalfu da ga je Saruman poslao kako bi mu donio vijesti - da su devet Nazgula krenuli put Shirea u potragu za Prstenom. Gandalf je potom odlučio posjetiti Sarumana, ali prije toga je obavijestio Radagasta da upozori ptice i životinje da tragaju za novostima te da ih donesu u Isengard ako je potrebno. Gandalf je zatim proveo noć u Propetom poniju gdje je vlasniku ostavio poruku za Froda - da napusti Shire. Na kraju ta poruka bila je zaboravljena i nikad nije bila dostavljena. 
Kada je Gandalf stigao u Isengard saznaje da je Saruman postao korumpiran te da želi moć. Saruman predlaže Gandalfu da ujedine snage sa Sauronom ili da uzmu Prsten za sebe. Kada je Gandalf odbio, Saruman ga je, nakon borbe, ostavio na vrhu Orthanca. Odatle je Gandalf vidio da je Saruman uništio vrtove Isengarda, i zamijenio ih strojevima i vojskom orka. 18. rujna Gwaihir dolazi u Isengard noseći vijesti o Gollumovom bijegu iz Mrkodola. Orao je zatim spasio Gandalfa i odnio ga do Edorasa u Rohanu. Tamo Gandalf otkriva da je kralj Theoden pao pod Sarumanov utjecaj. Theoden nije slušao Gandalfova upozorenja i na kraju ga je zamolio da uzme konja te da odlazi. Gandalfov odabir je bio Shadowfax s kojim je jahao prema sjeveru svom brzinom. 
U Hobbitonu 29. rujna Gandalf saznaje da je Frodo napustio Vrećasti vijenac prije manje od tjedan dana. Sljedeći dan pronalazi Frodovu kuću uništenu. Međutim, kad je stigao u Bree bio je presretan saznajući da je Frodo otišao iz mjesta zajedno s Aragornom. 
3. listopada na vrhu Amon Sul, Gandalf pronalazi devet nazgula koji su čekali na njega i držali ga u klopci. Bljeskovi svjetlosti i vatre mogli su se vidjeti miljama daleko te noći usred njihove bitke. U zoru sljedećeg jutra, Gandalf bježi i nada se da će maknuti nazgule što dalje od Froda. Gandalf dolazi u Rivendell 18. listopada i saznaje da je Vilenjak Glorfindel već krenuo u potragu za Frodom. 
25. listopada, Elrondovo Vijeće se sastaje kako bi donijeli odluku što učiniti s Prstenom. Gandalf je ispričao Vijeću kako je saznao o tom Prstenu i o Sarumanovoj prijevari. Odluka je pala da se Prsten odnese u Mordor gdje će biti uništen. Gandalf je tvrdio kako je to zadnja stvar na koju bi Sauron posumnjao. 
Frodo se dobrovoljno prijavio kao nositelj Prstena i Gandalf je rekao kako će mu se pridružiti. Pridružuju mu se i Aragorn, Vilenjak Legolas, Patuljak Gimli, Boromir, sin Denethorov i, naravno, Sam Gamgee, njegov vjerni pratilac. Isto tako Gandalf je nagovorio Elronda da dopusti Merryju i Pippinu da budu članovi ove Družine jer je smatrao da prijateljstvo i lojalnost moraju stajati ispred mudrosti i moći. Tako je nastala Prstenova družina. Devet članova napušta Rivendell 25. prosinca. 
Družina na svom putu preko Maglenog gorja nije mogla proći zbog mećave koju je izazvao Saruman, te Gandalf predlaže put kroz rudnike Morije. Aragorn se usprotivljuje tome jer je osjećao opasnost za Gandalfa u Moriji, ali na kraju prihvaća Gandalfov prijedlog. 13. siječnja kod zapadnih vrata Morije Gandalf pokušava sve moguće izreke kako bi otvorio vrata ali na kraju saznaje da je Merry bio najbliži odgovoru jer je tražena riječ već bila upisana u zapisu nad vratima. Gandalf je prije išao ovim putem i tako je bio u stanju voditi Družinu kroz tunele. 15. siječnja Gandalf pronalazi Knjigu Mazarbula, zapise Balinovih neuspjelih pokušaja da preotme Moriju od orka. Samo što nije završio sa zadnjim retkom zapisa bubnjevi su se oglasili i družina biva napadnuta. Borili su se protiv orka i zatim pobjegli kroz istočna vrata prostorije pri čemu je Gandalf pokušao zaključati vrata za sobom koristeći svoju magiju ali osjetio je da ima neka veća moć s druge strane vrata i to ga je koštalo mnogo snage. 
Na mostu Khazad-duma, Gandalf se suočio licem u lice s tim zlom. Bio je to balrog, stvor sačinjen od sjene i vatre. Gandalf je naredio svojim prijateljima da bježe dok se on suočio s balrogom. Gandalf je razbio balrogov mač Glamdringom, pri čemu je balrog skočio na most. Aragorn i Boromir su pokušali priskočiti u pomoć ali Gandalf je razbio most pod Balrogovim nogama i ovaj je pao u ponor. Međutim, balrogov bič omotao se oko Gandalfa i odvukao ga sa sobom u ponor dok su njegovi prijatelji bespomoćno gledali. 
Ponor je bio dubok i Gandalf je padao zajedno s balrogom, opaljen njegovom vatrom, sve dok nisu završili u podzemnom jezeru. Balrogova vatra je bila ugašena, ali nastavio se boriti protiv Gandalfa duboko ispod korijena planine pa sve do njezinog vrha Silvertine gdje je konačno Gandalf bacio balroga niz stijene same planine. 
Gandalf je tada pao u tamu izvan vremena i misli. Kao Gandalf Sivi on je umro ali s obzirom na to da se žrtvovao dobrovoljno i time postavio svoju sudbinu u ruke veće moći, Eru ga je poslao natrag u Međuzemlje da dovrši svoj zadatak. Postao je Gandalf Bijeli, veći u mudrosti i snažniji u moći. Gandalf se probudio gol na vrhu Silvertine od kud ga je ponovno spasio Gwaihir i odnio ga u Lothlorien gdje ga je gospa Galadriel obukla u bijelo. Gandalf je osjetio Frodovu bitku da se prikaže Sauronovom oku na Amon Henu. Čarobnjak se konfrontirao s Gospodarom Tame sve dok Frodo nije bio u stanju preuzeti kontrolu nad sobom i skinuti prsten. Umoran od te konfrontacije, Gandalf je lutao u mislima neko vrijeme. 
1. ožujka Gandalf se ponovno sastaje s Aragornom, Legolasom i Gimlijem na rubu šume Fangorn. Uvjerio je tri lovca da su Merry i Pippin na sigurnom s Drvobradašem i rekao im kako se sad moraju usredotočiti na Sarumana i njegov plan da napadne Rohan. Gandalf je potom prizvao Shadowfaxa te su odjahali u Meduseld, prijestolnicu kralja Theodena. 
Theoden je bio pod dubokim utjecajem svog savjetnika Gríme Gujoslova koji je bio Sarumanov sluga. Gandalf se suočio s Grímom i otkrio se kao Gandalf Bijeli te prisilio Theodena da se oslobodi od zla i bijede. Theoden je slušao njegove riječi i uzimajući svoj mač ponovno u svoje ruke preuzeo vodstvo nad svojom zemljom. Theoden je prihvatio Gandalfov savjet da odmah krenu u rat protiv Sarumana. Na svom putu do Isengarda susreli su izvidnika koji im je rekao da je Sarumanova vojska prošla rijeku Isen. Gandalf je zatim rekao Theodenu da vodi svoje ljude u Helmovu guduru i da će se ponovno susresti tamo. 
Gandalf je zatim hitro odjahao. Sakupio je preživjele iz Bitke na Isenu i poslao nekolicinu tih ljudi da se sastanu s Éomerom, dok je ostalima naredio da zakopaju mrtve i slijede Elfhelma u Edoras. Gandalf je zatim odjahao u Isengard gdje su Enti držali Sarumana da ne pobjegne. Pippin je bio iznenađen njegovom posjetom, ali Gandalf je bio u žurbi jer deset tisuća orka se približavalo Helmovoj guduri. Gandalf je rekao Drvobradašu da je mnogo jahača već u lovu na Sarumanovu vojsku, te je Drvobradaš pristao da pošalje pomoć. Gandalf je potom krenuo u potragu za Éomerom. 
Gandalf i Éomer stigli su u bitku u zoru 4. ožujka s tisuću vojnika. Kako je Bijeli Konjanik vodio napad, divljaci su se predali a orci su pobjegli u šumu Huorna koja se uzdigla u noći i nikad više nisu bili viđeni poslije toga. Sljedeći dan Gandalf i Theoden su krenuli prema Orthancu na razgovor sa Sarumanom. Saruman je pokušao uvjeriti nazočne kako je nepravedno postupano prema njemu ali nije mu uspjelo. Gandalf otkrivajući Sarumanu svoju novu titulu i moć Gandalfa Bijelog, razbio je njegov štap i izbacio ga iz reda čarobnjaka i Bijelog Vijeća. Nakon toga Gríma je bacio palantír s Orthanca i Pippin ga je uzeo u ruke, ali Gandalf je ubrzo preoteo kuglu od Hobita. 
Kasnije dok su kampirali u Dol Baranu, Pippin je uzeo palantír od Gandalfa koji je spavao. Mladi hobit je pogledao u palantír i bio je suočen sa Sauronom koji je zahtijevao da sazna tko je on. Gandalf se probudio kada je Pippin zajecao i vratio Hobita natrag iz transa. Kada je Pippin objasnio što je vidio, Gandalf je shvatio da je Sauron mislio da je Nositelj Prstena sam Pippin i Sarumanov zarobljenik. Nakon što je krilati nazgul preletio iznad kampa, Gandalf je uzeo Pippina sa sobom i svom brzinom su krenuli prema Minas Tirithu. 
Gandalf i Pippin stižu u Minas Tirith 9. ožujka gdje imaju audijenciju s Denethorom, namjesnikom Gondora. Denethor je ispitivao Pippina o smrti njegovog sina Boromira. Gandalf je primijetio da Denethora najviše zanima misija Družine, i tko je taj netko višeg ranga koji je vodio grupu iz Morije, a ne njegov sin. Sljedeći dan, Denethorov drugi sin Faramir se vraća u Minas Tirith, ali biva napadnut od strane pet krilatih nazgula. Gandalf zatim jaše u pomoć i tjera nazgule magijom. Faramir objašnjava kako je vidio Froda i Sama i da su krenuli prema Cirith Ungolu, te da ih je vodio Gollum. Gandalf je bio zabrinut, ali isto tako osjećao je nadu za uspjeh pogotovo sada kad je Sauronova pozornost bila usmjerena na Gondor. 
Denethor je bio ljut što njegov sin više sluša savjete Gandalfa nego njegove i šalje Faramira da drži obranu kod prijelaza rijeke. Međutim Sauronove snage su prevelike a vodi ih Gospodar nazgula koji unosi strah u srca branitelja. Faramir je bio prisiljen povući se. Gandalf kreće njemu u pomoć, ali Faramir odlučuje da ostane na začelju, pa na kraju biva teško ozlijeđen. Denethor je očajavao i ostao je uz krevet svoga sina dok je Gandalf preuzeo vodstvo u obrani Minas Tiritha. Neprijateljske snage probile su vrata grada i Gospodar nazgula je pokušao ući, ali Gandalf se suočio s njime i nije mu dao proći. U tom trenutku pijetao se oglasio kako je došla zora novog dana, i zvuk rogova se čuo u daljini - to su rohanski jahači dolazili u pomoć. Rohanci su mnogo pomogli ljudima iz Gondora, koji su bili na izmaku snaga. 
Nakon toga Pippin je rekao Gandalfu kako Denethor sprema pogrebnu lomaču za svog sina koji je još bio živ. Gandalf je morao odabrati između lova na Gospodara nazgula i spašavanja Faramira. Slijedio je na kraju Pippina do Kuće namjesnika od kud je uzeo onesviješteno Faramirovo tijelo i odnio na sigurno uz pomoć vojnika Beregonda.
Poslije Bitke na pelennorskim poljima, vođe su se sastale kako bi odlučile svoj sljedeći korak. Gandalf im je savjetovao da pobjeda ne može biti dobivena oružjem i da najbolje što mogu učiniti je omesti Sauronovu pozornost te dati šansu Nositelju Prstena da ispuni svoj zadatak. 
Dana 25. ožujka zajedno s vođama Zapada kreću prema Crnim dverima gdje se sastaju sa Sauronovim izaslanikom koji im pokazuje Frodovu košulju od mithrila i zahtijeva da se predaju ako žele vidjeti svog prijatelja živog. Bez obzira na sve činjenice Gandalf je odbio ponudu i time je započela bitka kod Morannona sa Sauronovim snagama. Nakon uništenja Prstena Gandalf poziva ponovno Gwaihira kako bi spasili Froda i Sama iz ruševina Mordora. 
Gandalf je bio kraj Frodovog kreveta kad se ovaj probudio. Aragorn je zamolio Gandalfa da on bude taj koji će ga okruniti za kralja jer ga je smatrao glavnim pokretačem Sauronovog pada. Poslije krunidbe, Gandalf se pridružio hobitima na njihovom putu kući. Osjetio je da je Frodo u boli, ali kada ga je Frodo upitao gdje će naći mir Gandalf nije odgovorio. Gandalf se rastao od Hobita u Breeju kako bi posjetio Toma Bombadila. Rekao im je kako će biti problema u Shireu, ali da se sami moraju suočiti s time.

### Odlazak iz Međuzemlja
Gandalfov zadatak u Međuzemlju je bio dovršen. Od svih Istarija poslanih tamo, on je bio jedini koji je uspio u tom zadatku: da pomogne slobodnim ljudima u njihovoj borbi protiv Saurona bez da traži moć za samog sebe. Bilo je njegovo vrijeme za povratak u Besmrtnu zemlju i 29. rujna 3021. godine odlazi u Sive luke gdje susreće Elronda i Galadriel. Frodo je također bio tamo jer je dobio mjesto na brodu koji plovi prema Zapadu, gdje će naći ozdravljenje od svojih rana. Bilo je vjerojano da je Gandalf, kao izaslanik Valara, odobrio ovu želju kraljice Arwen. Nakon toga brod je zaplovio prema zapadu od kud je Gandalf i stigao i posilje toga nikad više nije bio viđen u Međuzemlju.

## Imena i titule
- Olórin je bilo Gandalfovo ime u Valinoru u davnim vremenima. Ime vuče korijen iz quenijskog jezika i znači "snovit".
- Mithrandir je Gandalfovo ime na sindarinskom, a koje je korišteno u Gondoru i među Vilenjacima. Značenje mu je "Sivi hodočasnik".
- Gandalf Sivoskuti, ime pod kojim je Gandalf bio poznat na Sjeveru i znači "Vilenjak sa štapom i svim plaštom".
- Gandalf Sivi i kasnije Gandalf bijeli, nakon "povratka u život" nakon borbe s balrogom.
- Bijeli jahač, ime koje je Gandalf dobio dok je jašio na Shadowfaxu, posljednjem mearasu, kao suprotnost Crnim jahačima nazgûlima.
- Incánus (na jugu), nepoznatog porijekla i značenja.
- Tharkûn, ime pod kojim je bio poznat među patuljcima, najvjerojatnijeg značenja "Čovjek sa štapom".

## Važniji događaji vezani uz Gandalfa
1000. - Gandalf dolazi u Međuzemlje i prima Naryju.

1100. - Saznaje se da zla moć gradi utvrdu na Dol Gulduru u Mrkodol.

2060. - Vođe smatraju da onaj u Dol Gulduru bi mogao biti Sauron.

2063. - Gandalf odlazi u Dol Guldur da istraži, ali Sauron bježi na istok.

2460. - Sauron se vraća u Dol Guldur

2463. - Formiranje Bijelog vijeća. Gandalf je član.

2758. - Gandalf dolazi u pomoć hobitima.

2850. - Gandalf se vraća u Dol Guldur i saznaje da se uistinu radi o Sauronu. Gandalf pronalazi Thraina u tamnici i prima mapu i ključeve Usamljene planine

2851. - Sastanak Bijelog Vijeća. Gandalf izvješćuje da je Sauron u Dol Gulduru i zahtjeva napad, ali Saruman se suprotstavlja odluci

2941.

15. ožujak - Gandalf susreće Thorina Hrastoštita u mjestu Bree i razvijaju plan za preotimanje Usamljene planine od Smauga.

Početak travnja - Gandalf posjećuje Shire ali dobiva informaciju da je Bilbo odsutan.

25. travanj - Gandalf se vraća u Vrećasti vijenac otkriva da Bilbo nije više zainteresiran za pustolovinu.

26. travanj - Neočekivana gozba u Vrećastom vijencu s trinaest patuljaka i jednim čarobnjakom.

27. travanj - Gandalf šalje Bilba i hobit kreće prema Usamljenoj planini zajedno s Thorinom i ostatkom grupe.

Krajem svibnja - Gandalf tjera trolove Toma, Berta i Williama u prepirku, sve dok se ne pretvore u kamen. Gandalf pronalazi Glamdring u njihovim odajama.

Lipanj - Gandalf vodi Thorina i grupu u dom Elronda u Rivendellu.

Ljeto - Gandalf spašava Bilba i patuljke od orka u Maglenom gorju. Bilbo pronalazi Prsten.

Kasno ljeto - rana jesen: Gandalf napušta Thorina i grupu te putuje prema jugu na sastanak Bijelog Vijeća. Uvjerio je Vijeće da napadnu Dol Guldur, ali Sauron bježi.

Kasna jesen - rana zima: Gandalf dolazi do Usamljene planine i pronalazi Vilenjake i Ljude koji su željeli imato udio u zmajevom blagu. Orci i varzi napadaju Patuljke, Ljude i Vilenjake te počinje Bitka pet vojski.

Sredinom zime oko Nove godine: Na povratku Gandalf i Bilbo posjećuju Beorna.

2942. - Sauron se vraća u Mordor.

1. svibanj: Gandalf i Bilbo dolaze u Rivendell.

22. lipanj: Bilbo i Gandalf dolaze u Shire.

2944. - Gollum silazi iz Maglenog gorja.

2949. - Gandalf i Balin posjećuju Bilba.

2951. - Sauron započinje obnovu Barad-dûra. Gollumov trag je izgubljen kada skrene prema Mordoru, Gandalf ga prestaje slijediti.

2953. - Sastanak Bijelog Vijeća glede rasprave o Sauronu. Saruman uvjerava Vijeće da je Prsten izgubljen zauvijek.

2956. - Gandalf upoznaje Aragorna i postaju prijatelji.

3001. - Gandalf na Bilbovoj oproštajnoj zabavi i rođendanu gdje postaje sumnjičav glede Bilbovog čarobnog prstena. Traži pomoć Aragorna te ponovno počinju loviti Golluma.

3004. - Gandalf posjećuje Froda nekoliko puta kroz narednih par godina.

3008. - Gandalf posjećuje Froda posljednji put na dugo godina.

3009. - Gandalf i Aragorn obnavljaju lov na Golluma.

3017. - Gandalf pronalazi zapise Isildura koji opisuju Prsten u Minas Tirithu.

3018.

23. ožujak - Gandalf stiže u Mrkodol i počinje ispitivati Golluma.

29. ožujak - Gandalf napušta Mrkodol i kreće prema Shireu.

12. travanj - Gandalf dolazi u Vrećasti vijenac.

13. travanj - Gandalf saznaje da je Bilbov Prsten uistinu Sauronov Prsten i priča Frodu o njegovoj povijesti

1. svibanj - Gandalf susreće Aragorna i obavještava ga o planu da Frodo namjerava napustiti Shire u rujnu.

Krajem lipnja - Gandalf susreće Radagasta i saznaje da su Devetorica nazgula napustila Minas Morgul. Kreće prema Isengardu za savjet.

10. srpanj - Gandalf biva zarobljen od Sarumana u Isengardu.

18. rujan - Gandalf je spašen iz Orthanca od Gwaihira.

19. rujan - Gandalf stiže u Edoras.

20. rujan - Gandalf susreće Kralja Theodena koji mu naređuje da uzme konja i da odlazi.

21. rujan - Gandalf vidi Shadowfaxa ali konj mu ne dopušta da priđe bliže.

22. rujan - Gandalf slijedi Shadowfaxa i sustiže ga.

23. rujan - Gandalf uspijeva pripitomit konja i napušta Rohan.

24. rujan - Gandalf prolazi rijeku Isen.

27. rujan - Gandalf prolazi Sivotok.

29. rujan - Gandalf saznaje da je Frodo napustio Vrećasti vijenac 23. rujna.

30. rujan - Gandalf pronalazi Frodovu uništenu kuću i saznaje da je Frodo napustio Bree s Aragornom.

1. listopad - Gandalf napušta Bree.

3. listopad - Gandalf se bori protiv nazgula na Amon Sulu.

4. listopad - Gandalf bježi iz Amon Sula.

18. listopad - Gandalf stiže u Rivendell.

25. listopad - Elrondovo Vijeće.

18. prosinac - Gandalf uvjerava Elronda da priključi Merryja i Pippina u Družinu.

25. prosinac - Družina napušta Rivendell.

3019. 

13. siječanj - Družina ulazi u Moriju.

15. siječanj - Gandalf se suočava s balrogom te pada u ponor.

23. siječanj - Gandalf i balrog penju se do vrha Silvertine.

25. siječanj - Gandalf umire na vrhu nakon što je pobijedio u bitci protiv balroga.

14. veljače - Gandalf se vraća u život i leži na vrhu u transu.

17. veljače - Gwaihir nosi Gandalfa u Lothlorien.

26. veljače - Gandalf se suočava s Gospodarom Tame kako bi ga spriječio da pronađe Froda na Amon Henu.

27. veljače - Gandalf susreće Drvobradaša.

1. ožujak - Gandalf se ponovno susreće s Aragornom, Legolasom i Gimlijem u Fangornu. Kreću prema Edorasu.

2. ožujak - Gandalf stiže u Edoras. Liječi kralja Theodena i savjetuje mu da krene u rat protiv Sarumana.

3. ožujak - Gandalf predlaže Theodenu da krenu prema Helmovoj guduri. Čarobnjak okuplja preživjele kod rijeke Isen i kreće prema Isengardu tražiti pomoć od Drvobradaša.

4. ožujak - Gandalf i Eomer stižu u Helmovu guduru s 1000 vojnika.

5. ožujak - Razgovor sa Sarumanom. Gandalf izbacuje Sarumana iz Bijelog Vijeća i slama mu njegov štap. Kasnije Pippin gleda u palantir i nakon toga zajedno jašu prema Minas Tirithu.

9. ožujak - Gandalf stiže u Minas Tirith i susreće Denethora.

10. ožujak - Gandalf kreće u pomoć Faramiru. Saznaje da su Frodo i Sam vođeni od strane Golluma prema Mordoru.

12. ožujak - Gandalf jaše ponovno Faramiru u pomoć dok se ovaj povlači iz Osgilliatha, ali vraća se nazad nakon Faramirove odluke da ostane na začelju.

13. ožujak - Gandalf zajedno s Imrahilom kreće u pomoć napadnutim snagama. Faramir biva teško ozlijeđen i Denethor pada u očaj. Gandalf preuzima obranu grada.

15. ožujak - Bitka na poljima Pelennora. Gandalf se suočava s Gospodarom nazgula pred vratima Minas Tiritha. Spašava Faramira iz lomače, Denethor umire.

16. ožujak - Gandalf predlaže vođama da krenu u napad na Crne dveri kako bi dali mogućnost da Frodo izvrši svoj zadatak.

18. ožujak - Vojska kreće iz Minas Tiritha.

25. ožujak - Gandalf odbija Sauronove uvjete za predaju. Borba kod Morannona. Gandalf zajedno s Gwaihirom spašava Froda i Sama iz ruševina Mordora

1. svibanj - Gandalf proglašava Aragorna kraljem.

30. listopad - Gandalf napušta hobite i kreće u posjetu Tomu Bombadilu.

3021.

29. rujan - Gandalf napušta Međuzemlje i plovi prema Besmrtnoj Zemlji

## Adaptacije

### Animirani film
U kultnoj Ralf Bakashijevoj animiranoj verziji Gospodara Prstenova Gandalfu je glas dao William Squire.

### Radio
U BBC-ijevom serijalu iz 1981. Gandalfu su glas posudili Heron Carvic u Hobbitu (1968.) i Sir Michael Hordern u Gospodaru prstenova (1981.).

### Televizija
Theodore Bikel je 1980. za Rankin/Bass napravio animiranu verziju Povratka kralja. U toj, samo za televiziju snimljenoj adaptaciji, Gandalfu je glas dao John Huston. 

### Film
Sir Ian McKellen ujelovio je lik Gandalfa u trilogiji Gospodar prstenova Petera Jacksona. Gandalfov izgled u filmu baziran je na ilustracijama John Howea, koji je kao konceptualni umjetnik, zajedno s Alan Leejem. McKellen je bio nominiran za Oskara za sporednu ulogu u Gospodaru prstenova: Prstenova družina. Tako je postao jedini član filmske ekipe koji je nominiran za svoju izvedbu. U intervjuima je McKellen uvijek naglašavao da, ako Hobbit ikad bude snimljen, on bi želio ponoviti rolu Gandalfa. 

Uloga Gandalfa je prvo ponuđena Sean Conneryju, ali ju je on odbio. Connery je priznao da nije razumio radnju te da nije čitao Tolkienove knjige.

### Kazalište
U trosatnoj kazališnoj produkciji, koja je svoju premijeru doživjela 2006. u Torontu, Gandalfa je utjelovio Brent Carver.
U SAD-u je Gospodar prstenova doživio dvije kazališne adaptacije. U Cincinnatiju 2003. Gandalfa je u Dvije kule i Povratku kralja glumio Tom Stiver, dok je u Chicagu 1999. u Dvije kule istu rolu odigrao Charles Picard.

## Vanjske poveznice
- The painting from which Tolkien drew inspiration for Gandalf
- Gandalf at fansite: LOTR wiki
- Gandalf at fansite: TheOneRing.net
- Gandalf at the Encyclopedia of Arda